# Rally del Friuli e delle Alpi Orientali

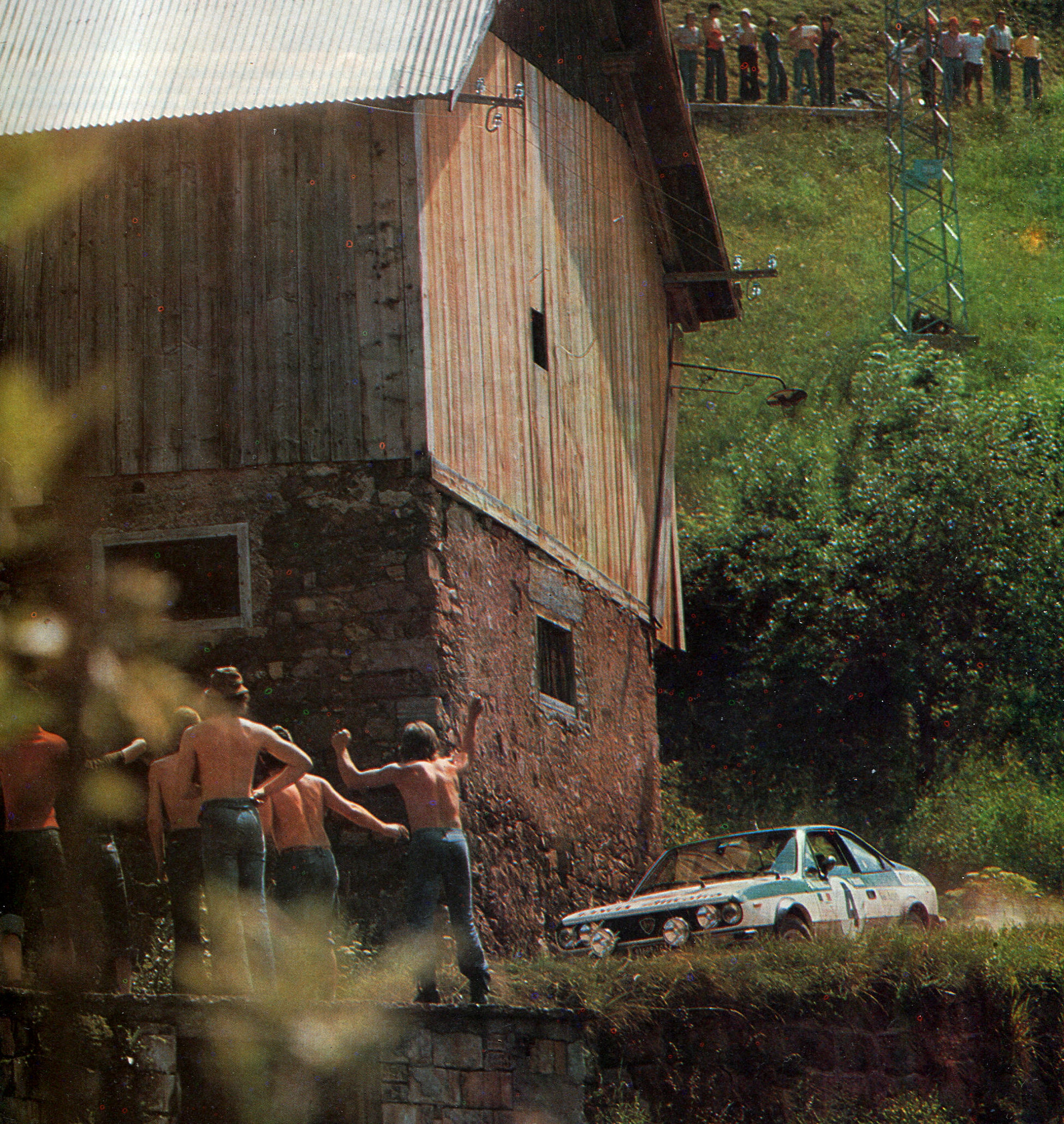
Un momento dell'edizione 1975 dell'allora Rally delle Alpi Orientali, con la coppia Pregliasco-Sodano su Lancia-Alitalia Beta Coupé.

Il Rally del Friuli Venezia Giulia (noto anche come Rally Alpi Orientali) è un rally automobilistico che si svolge annualmente nel periodo estivo nella regione del Friuli-Venezia Giulia  tra le valli dei fiumi Natisone e Torre,  toccando le città di Udine e Cividale del Friuli. In precedenza la gara ha assunto prima la denominazione "Rally Alpi Orientali", poi "Rally del Friuli" e, dal 2013, per rafforzare il legame col territorio ha cambiato nome in Rally del Friuli Venezia Giulia.

Il rally è organizzato dalla Scuderia Friuli ACU in collaborazione con l'ACU, Automobile Club di Udine.

## Storia
Le origini di questo rally risalgono al 1956, quando l'Automobile Club di Udine organizzò il primo Rallye di Lignano. La gara continuò a svolgersi anche negli anni seguenti e nel 1965, per la sua decima edizione, cambiò il nome in Rallye di Lignano e Gorizia. Per il 1966 fu scelta la nuova denominazione Rally delle Alpi Orientali, considerata come seconda edizione della nuova organizzazione congiunta tra AC Udine e AC Gorizia.
Il rally divenne appuntamento fisso del Campionato Italiano, raggiungendo anche la validità europea ma, a causa del terremoto che colpì gravemente il Friuli, l'edizione del 1976 fu cancellata mentre quella dell'anno seguente fu accorpata al Rally Campagnolo, disputato nel vicentino. La gara ritornò per il 1978 (la famosa edizione dei "bidoni") salvo poi venire soppressa per diversi anni.
Lo storico nome ritornò nel 1987 quando la Scuderia Friuli, organizzatrice del Rally Festival di Majano, aggiunse la denominazione di Coppa Alpi Orientali alla propria gara. L'abbinamento durò fino al 1993 quando il rinato Rally Alpi Orientali tornò ad essere organizzato autonomamente e con una numerazione che considerava tutte le edizioni della gara friulana fin dal 1956.
Nel 1995 al rally moderno venne abbinato il rally storico, denominato Rally Alpi Orientali Historic, che mantiene la propria "indipendenza" dalla gara moderna ed è valida per i campionati italiano ed europeo di categoria.
È il 2020 invece il primo anno di svolgimento dell'Alpi Orientali Regularity, gara di Regolarità Sport che va ad affiancare la versione rallistica della gara.
Tuttavia l'emergenza dovuta alla "COVID-19" costringe gli organizzatori a rinviare le manifestazioni al 2021.
Nel 2006 il nome divenne Rally del Friuli e delle Alpi Orientali e nel 2013 è stato ulteriormente cambiato nell'attuale "Rally del Friuli Venezia Giulia".
Tra le prove classiche di questo rally ricordiamo la Masarolis, la Matajur, la Subit/Porzus, la Erbezzo e la Trivio. Quest'ultima è caratterizzata da salite, discese, dossi, tornanti e curve lente/veloci e si contraddistingue per il Trivio, un'inversione a U che richiama ogni anno molti appassionati.
Caratteristica principale di queste prove sono gli asfalti molto abrasivi, che uniti alla tecnicità delle prove mettono ogni anno a dura prova vetture ed equipaggi che partecipano sempre numerosi alla gara.
Nel 2024 il rally moderno è stato vinto dall'equipaggio composto da Francesco Aragno e Giancarla Guzzi su Skoda Fabia R5 mentre il rally storico è stato vinto da Marsura a bordo di una Porsche 911.
Il maggior numero di vittorie in questa gara è detenuto da Paolo Andreucci con 4 vittorie davanti a Claudio De Cecco, Sandro Munari, Barbasio, Giandomenico Basso, Luca Rossetti e Renato Travaglia che seguono a quota 3.

## Albo d'oro
| Anno      | Equipaggio                              | Vettura                        | Nome                                          |
| --------- | --------------------------------------- | ------------------------------ | --------------------------------------------- |
| 1956      | Gio Batta De Villa                      | Fiat 600                       | Rally di Lignano                              |
| 1957      | Giuseppe Pegolini                       | Lancia Aurelia                 | Rally di Lignano                              |
| 1958      | Luigi Marsaglia                         | Fiat 1100                      | Rally di Lignano                              |
| 1959      | Giulio Sferella                         | Alfa Romeo Giulia TI           | Rally di Lignano                              |
| 1960      | Mario Angiolini                         | NSU Prinz                      | Rally di Lignano                              |
| 1961      | Giuseppe Pegolini                       | Alfa Romeo Giulietta           | Rally di Lignano                              |
| 1962      | Giorgio Superti                         | Alfa Romeo Giulietta SZ        | Rally di Lignano                              |
| 1963      |                                         |                                | Rally di Lignano                              |
| 1964      | Fabio Rella                             | Alfa Romeo Giulietta           | Rally di Lignano                              |
| 1965      | Mario De Villa                          | Lancia Fulvia 2C Berlina       | Rally di Lignano e Gorizia                    |
| 1966      | Arnaldo Cavallari                       | Alfa Romeo Giulia GTA          | Rally Alpi Orientali                          |
| 1967      | Sandro Munari - Luciano Lombardini      | Lancia Fulvia HF               | Rally Alpi Orientali                          |
| 1968      | Sandro Munari - Daniele Audetto         | Lancia Fulvia HF               | Rally Alpi Orientali                          |
| 1969      | Sandro Munari - John Davenport          | Lancia Fulvia HF               | Rally Alpi Orientali                          |
| 1970      | Amilcare Ballestrieri - Daniele Audetto | Lancia Fulvia HF               | Rally Alpi Orientali                          |
| 1971      | Sergio Barbasio - Piero Sodano          | Lancia Fulvia HF               | Rally Alpi Orientali                          |
| 1972      | Sergio Barbasio - Piero Sodano          | Lancia Fulvia HF               | Rally Alpi Orientali                          |
| 1973      | Sergio Barbasio - Gino Macaluso         | Fiat 124 Abarth                | Rally Alpi Orientali                          |
| 1974      | Fulvio Bacchelli - Bruno Scabini        | Fiat X1/9 Proto                | Rally Alpi Orientali                          |
| 1975      | Bobo Cambiaghi - Emanuele Sanfront      | Fiat 124 Abarth                | Rally Alpi Orientali                          |
| 1976      | non disputato                           | non disputato                  | non disputato                                 |
| 1977      | abbinato al Rally Campagnolo            | abbinato al Rally Campagnolo   | abbinato al Rally Campagnolo                  |
| 1978      | Tony Carello - Maurizio Perissinot      | Lancia Stratos HF              | Rally Alpi Orientali                          |
| 1979-1986 | non disputato                           | non disputato                  | non disputato                                 |
| 1987      | "Pau" - Flavio Zanella                  | Lancia Rally 037               | Rally Festival di Majano Coppa Alpi Orientali |
| 1988      | Antonillo Zordan - Marco Marchetti      | Ford Sierra RS Cosworth        | Rally Festival di Majano Coppa Alpi Orientali |
| 1989      | "Susy" - Alessandro Billiani            | Lancia Delta Integrale         | Rally Festival di Majano Coppa Alpi Orientali |
| 1990      | Roberto Cimolai - Luigi Vazzoler        | Lancia Delta Integrale         | Rally Festival di Majano Coppa Alpi Orientali |
| 1991      | Renato Travaglia - Emiliano Castioni    | BMW M3                         | Rally Festival di Majano Coppa Alpi Orientali |
| 1992      | Franco Savio - Renato Spoletti          | Ford Sierra Cosworth 4x4       | Rally Festival di Majano Coppa Alpi Orientali |
| 1993      | Claudio De Cecco - Giorgio Sincerotto   | Lancia Delta HF                | Rally Alpi Orientali                          |
| 1994      | Kurt Göttlicher - Michael Moser         | Ford Escort RS Cosworth        | Rally Alpi Orientali                          |
| 1995      | Raimund Baumschlager - Ernest Loidl     | Nissan Sunny GTI               | Rally Alpi Orientali                          |
| 1996      | Piergiorgio Deila - Claudio Vischioni   | Peugeot 306 S16                | Rally Alpi Orientali                          |
| 1997      | Piergiorgio Deila - Claudio Vischioni   | Peugeot 306 S16                | Rally Alpi Orientali                          |
| 1998      | Andrea Dallavilla - Danilo Fappani      | Subaru Impreza WRX             | Rally Alpi Orientali                          |
| 1999      | Andrea Aghini - Loris Roggia            | Toyota Corolla WRC             | Rally Alpi Orientali                          |
| 2000      | Piero Longhi - Lucio Baggio             | Toyota Corolla WRC             | Rally Alpi Orientali                          |
| 2001      | Renato Travaglia - Flavio Zanella       | Peugeot 206 WRC                | Rally Alpi Orientali                          |
| 2002      | Claudio De Cecco - Alberto Barigelli    | Subaru Impreza WRC             | Rally Alpi Orientali                          |
| 2003      | Claudio De Cecco - Alberto Barigelli    | Peugeot 206 WRC                | Rally Alpi Orientali                          |
| 2004      | Giandomenico Basso - Mitia Dotta        | Fiat Punto S1600               | Rally Alpi Orientali                          |
| 2005      | Piero Longhi - Maurizio Imerito         | Subaru Impreza STI             | Rally Alpi Orientali                          |
| 2006      | Paolo Andreucci - Anna Andreussi        | Fiat Grande Punto Abarth S2000 | Rally del Friuli e Alpi Orientali             |
| 2007      | Giandomenico Basso - Mitia Dotta        | Fiat Grande Punto Abarth S2000 | Rally del Friuli e Alpi Orientali             |
| 2008      | Luca Rossetti - Matteo Chiarcossi       | Peugeot 207 S2000              | Rally del Friuli e Alpi Orientali             |
| 2009      | Renato Travaglia - Lorenzo Granai       | Peugeot 207 S2000              | Rally del Friuli e Alpi Orientali             |
| 2010      | Paolo Andreucci - Anna Andreussi        | Peugeot 207 S2000              | Rally del Friuli e Alpi Orientali             |
| 2011      | Luca Rossetti - Matteo Chiarcossi       | Fiat Grande Punto Abarth S2000 | Rally del Friuli e Alpi Orientali             |
| 2012      | Paolo Porro - Paolo Cargnelutti         | Ford Focus WRC                 | Rally del Friuli e Alpi Orientali             |
| 2013      | Umberto Scandola - Guido D'Amore        | Škoda Fabia S2000              | Rally del Friuli Venezia Giulia               |
| 2014      | Paolo Andreucci - Anna Andreussi        | Peugeot 208 T16 R5             | Rally del Friuli Venezia Giulia               |
| 2015      | Paolo Andreucci - Anna Andreussi        | Peugeot 208 T16 R5             | Rally del Friuli Venezia Giulia               |
| 2016      | Giandomenico Basso - Lorenzo Granai     | Ford Fiesta R5                 | Rally del Friuli Venezia Giulia               |
| 2017      | Stefano Albertini - Danilo Fappani      | Ford Fiesta RS WRC             | Rally del Friuli Venezia Giulia               |
| 2018      | Stefano Albertini - Danilo Fappani      | Ford Fiesta RS WRC             | Rally del Friuli Venezia Giulia               |
| 2019      | Luca Rossetti - Eleonora Mori           | Citroën C3 R5                  | Rally del Friuli Venezia Giulia               |
| 2020      | Non disputato causa "COVID-19"          | Non disputato causa "COVID-19" | Rally del Friuli Venezia Giulia               |
| 2021      | Andrea Crugnola - Gabriele Zanni        | Hyundai i20 N Rally2           | Rally del Friuli Venezia Giulia               |
| 2022      | Andrea Crugnola - Gabriele Zanni        | Citroën C3 R5                  | Rally del Friuli Venezia Giulia               |
| 2023      | Marco Signor - Patrik Bernardi          | Skoda Fabia R5                 | Rally del Friuli Venezia Giulia               |
| 2024      | Francesco Aragno - Giancarla Guzzi      | Skoda Fabia R5                 | Rally del Friuli Venezia Giulia               |